# Elecciones provinciales de La Rioja (Argentina) de 1958
Las elecciones generales de la provincia de La Rioja de 1958 tuvieron lugar el domingo 23 de febrero del mencionado año, con el objetivo de restaurar las instituciones democráticas constitucionales y autónomas de la provincia después del golpe de Estado de septiembre de 1955, que derrocó al gobierno constitucional de Juan Domingo Perón e intervino todas las provincias. Fueron las decimocuartas elecciones provinciales riojanas desde la instauración del sufragio secreto. Se realizaron también en el marco de la proscripción del peronismo de la vida política argentina, por lo que se considera que los comicios no fueron completamente libres y justos. La elección provincial se celebró el mismo día que las elecciones presidenciales y legislativas a nivel nacional.
El principal partido opositor al peronismo, la Unión Cívica Radical (UCR), se había dividido en dos: la Unión Cívica Radical Intransigente (UCRI), favorable a cooperar con el peronismo; y la Unión Cívica Radical del Pueblo (UCRP), favorable a la proscripción. En los días previos a los comicios, Perón desde el exilio llamó a sus partidarios a votar por Arturo Frondizi, candidato presidencial de la UCRI, por lo que los candidatos gubernativos de dicho partido se vieron también beneficiados. En La Rioja, Herminio Torres Brizuela, candidato a gobernador de la UCRI, obtuvo la victoria gubernativa más aplastante de la jornada con un 64.76% de los votos positivos a su favor, seguido por la UCRP, encabezada por Juan José de Caminos, con el 28.80% de los votos. La participación fue del 86.79% del electorado registrado.
Los cargos electos asumieron el 1 de mayo. Sin embargo, Torres Brizuela no pudo completar su mandato constitucional ya que fue depuesto con el golpe de Estado del 29 de marzo de 1962.